# Загрози інформаційної безпеки
Загроза інформаційної безпеки — сукупність умов і факторів, що створюють небезпеку порушення інформаційної безпеки.
Під загрозою (в загальному) розуміється потенційно можлива подія, дія (вплив), процес або явище, які можуть призвести до заподіяння шкоди чиїм-небудь інтересам.
Під загрозою інтересів суб'єктів інформаційних відносин розуміють потенційно можливу подію, процес або явище, яке з допомогою впливу на інформацію або інші компоненти інформаційної системи, може прямо або опосередковано призвести до заподіяння шкоди даним того чи іншого суб'єкта

## Класифікація
Загрози інформаційної безпеки можуть бути класифіковані за різними ознаками:
- За аспектом інформаційної безпеки, на який спрямовані загрози:
  - Загрози конфіденційності (неправомірний доступ до інформації). Загроза порушення конфіденційності полягає в тому, що інформація стає відомою тому, хто не володіє повноваженнями доступу до неї. Вона стається, коли отримано доступ до деякої інформації обмеженого доступу, що зберігається в комп'ютерній системі або передається від однієї системи до іншої. У зв'язку з загрозою порушення конфіденційності, використовується термін «витік». Подібні загрози можуть виникати внаслідок «людського фактора» (наприклад, випадкове делегування тому або іншому користувачеві привілеїв іншого користувача), збоїв роботи програмних та апаратних засобів. До інформації обмеженого доступу належить державна таємниця (комерційна таємниця, персональні дані, професійні види таємниці: лікарська, адвокатська, банківська, службова, нотаріальна таємниця страхування, слідства й судочинства, листування, телефонних переговорів, поштових відправлень, телеграфних або інших повідомлень (таємниця), відомості про сутність винаходу, корисної моделі або промислового зразка до офіційної публікації (ноу-хау) та ін)[2].
  - Загрози цілісності (неправомірна зміна даних). Загрози порушення цілісності — це загрози, пов'язані з імовірністю модифікації тієї чи іншої інформації, що зберігається в інформаційній системі. Порушення цілісності може бути викликано різними чинниками — від умисних дій персоналу до виходу з ладу обладнання.
  - Загрози доступності (здійснення дій, які унеможливлюють чи ускладнюють доступ до ресурсів інформаційної системи). Порушення доступності являє собою створення таких умов, при яких доступ до послуги або інформації або заблокований, або можливий за час, який не забезпечить виконання тих чи інших бізнес-цілей.

- За розташуванням джерела загроз:
  - Внутрішні (джерела загроз розташовуються всередині системи);
  - Зовнішні (джерела загроз знаходяться поза системою).

- За розмірами завданого збитку:
  - Загальні (завдавання збитку об'єктові безпеки в цілому, заподіяння значної шкоди);

Прикладом може слугувати ситуація з вірусом «I love you», що спричинив пошкодження комп'ютерних систем у багатьох містах світу, і завдав загального збитку близько 100 мільйонів доларів США.
- - Локальні (заподіяння шкоди окремими частинами об'єкта безпеки);
  - Приватні (заподіяння шкоди окремим властивостям елементів об'єкта безпеки).

Яскравим прикладом є гучний «касетний скандал».
- За ступенем впливу на інформаційну систему:
  - Пасивні (структура і зміст системи не змінюються);
  - Активні (структура і зміст системи піддається змінам).

- За природою виникнення:
  - Природні (об'єктивні) — викликані впливом на інформаційне середовище об'єктивних фізичних процесів або стихійних природних явищ, що не залежать від волі людини;
  - Штучні (суб'єктивні) — викликані впливом на інформаційну сферу людини. Серед штучних загроз своєю чергою виділяють:
    - Ненавмисні (випадкові) погрози, помилки програмного забезпечення, персоналу, збої в роботі систем, відмови обчислювальної та комунікаційної техніки;
    - Навмисні (умисні) загрози — неправомірний доступ до інформації, розробка спеціального програмного забезпечення, використовуваного для здійснення неправомірного доступу, розробка та поширення вірусних програм і т. д. Навмисні загрози зумовлені діями людей. Основні проблеми інформаційної безпеки пов'язані насамперед з умисними погрозами, оскільки вони є головною причиною злочинів і правопорушень[3].

За результатами, які визначили фахівці з інформаційної безпеки досліджень, понад 65 % шкоди, що наноситься інформаційним ресурсам, є наслідком ненавмисних помилок. Це є підставою для акцентування уваги на ефективнішому впровадженні комп'ютерних систем для забезпечення безпеки. Так, Національним інститутом стратегічних досліджень була запропонована програма «Електронна Україна».
У цьому плані небезпечними є співробітники спецслужб, які, маючи доступ до секретної інформації з певних причин невдоволення, роблять інформацію загальнодоступною. Одним із таких прикладів є дія колишнього генерала СБУ, одного з керівників ГУР України Валерія Кравченка, який 18 лютого 2004 року, маючи доступ до секретних матеріалів, безпідставно надав до них доступ іншим особам, зокрема журналістам «Deutsche Welle».

## Класифікація джерел загроз інформаційної безпеки
Носіями загроз безпеки інформації є джерела загроз. Як джерела загроз можуть виступати як суб'єкти (особистість), так і об'єктивні прояви, наприклад, конкуренти, злочинці, корупціонери, адміністративно-управлінські органи. Джерела загроз переслідують при цьому наступні цілі: ознайомлення з охоронюваними відомостями, їх модифікація в корисливих цілях і знищення для нанесення прямого матеріального збитку.
- Всі джерела загроз інформаційної безпеки можна поділити на три основні групи:
  - Обумовлені діями суб'єкта (антропогенні джерела) — суб'єкти, дії яких можуть призвести до порушення безпеки інформації, дані дії можуть бути кваліфіковані як навмисні або випадкові злочини. Джерела, дії яких можуть призвести до порушення безпеки інформації можуть бути як зовнішніми, так і внутрішніми. Ці джерела можна спрогнозувати, і прийняти адекватні заходи.
  - Обумовлені технічними засобами (техногенні джерела) — ці джерела загроз менш прогнозовані, безпосередньо залежать від властивостей техніки і тому вимагають особливої уваги. Дані джерела загроз інформаційній безпеці, також можуть бути як внутрішніми, так і зовнішніми.
  - Стихійні джерела — дана група об'єднує обставини, що становлять непереборну силу (стихійні лиха або інші обставини, які неможливо передбачити або запобігти чи можливо передбачити, але неможливо запобігти), такі обставини, які мають об'єктивний і абсолютний характер, поширюється на всіх. Такі джерела загроз абсолютно не піддаються прогнозуванню і тому заходи проти них повинні застосовуватися завжди. Стихійні джерела, як правило, є зовнішніми щодо захищеного об'єкта і під ними, як правило, розуміються природні катаклізми.[4].